# Список глав государств в 165 году
Список глав государств в 164 году — 165 год — Список глав государств в 166 году — Список глав государств по годам

## Африка
- Мероитское царство (Куш):
  - Такидеамани, царь (146 — 165)
  - Тарекенивал, царь (165 — 170)

## Азия
- Армения Великая — Сохэмос, царь (144 — 161, 164 — 186)
- Иберия — Фарсман III, царь (135 — 185)
- Китай (Династия Восточная Хань) — Хуань-ди (Лю Чжи), император (146 — 168)
- Корея (Период Трех государств):
  - Когурё:
    - Чхатхэ, тхэван (146 — 165)
    - Синтхэ, тхэван (165 — 179)

  - Пэкче — Кэру, король (128 — 166)
  - Силла — Адалла, исагым (154 — 184)
- Кушанское царство — Хувишка I, великий император  (155 — 187)
- Осроена:
  - Ваил, царь (163 — 165)
  - Ману VIII, царь (139 — 163, 165 — 167)
- Парфия — Вологез III, шах (147 — 191)
- Сатавахана — Шива Шри Васиштхипутра Сатакарни, махараджа  (164 — 171)
- Хунну — Цзюйцзюйр, шаньюй (147 — 172)
- Япония — Сэйму, тэнно (император) (131 — 191)

## Европа
- Боспорское царство — Евпатор, царь  (154 — 174)
- Ирландия:
  - Конайре Коэм, верховный король (157 — 165)
  - Арт Оэнфер, верховный король (165 — 195)
- Римская империя:
  - Марк Аврелий, римский император (161 — 180)
  - Луций Вер, римский император (161 — 169)
  - Марк Гавий Орфит, консул (165)
  - Луций Аррий Пудент, консул (165)

## Галерея

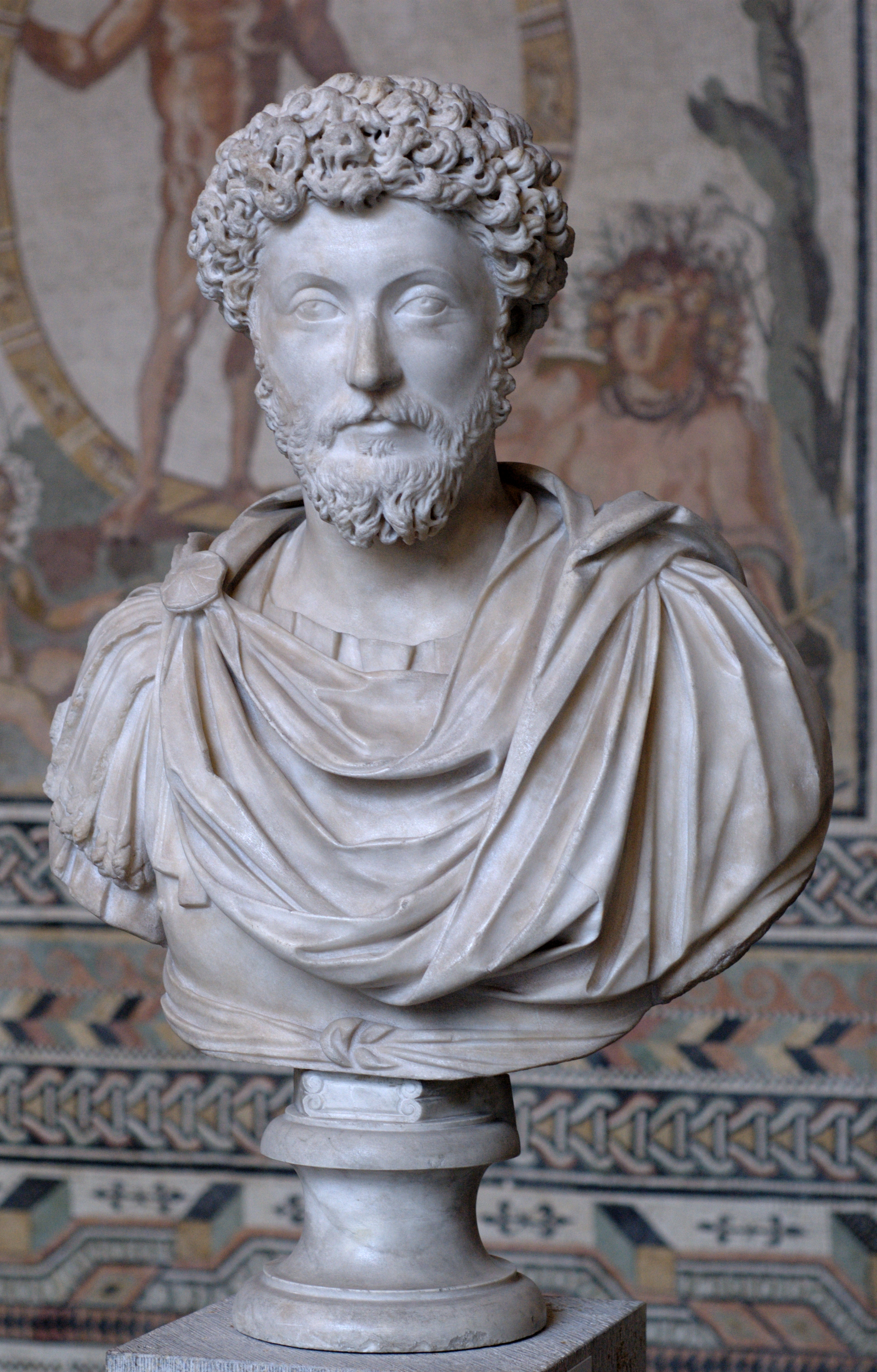
Марк Аврелий 161—180 Император Римской империи
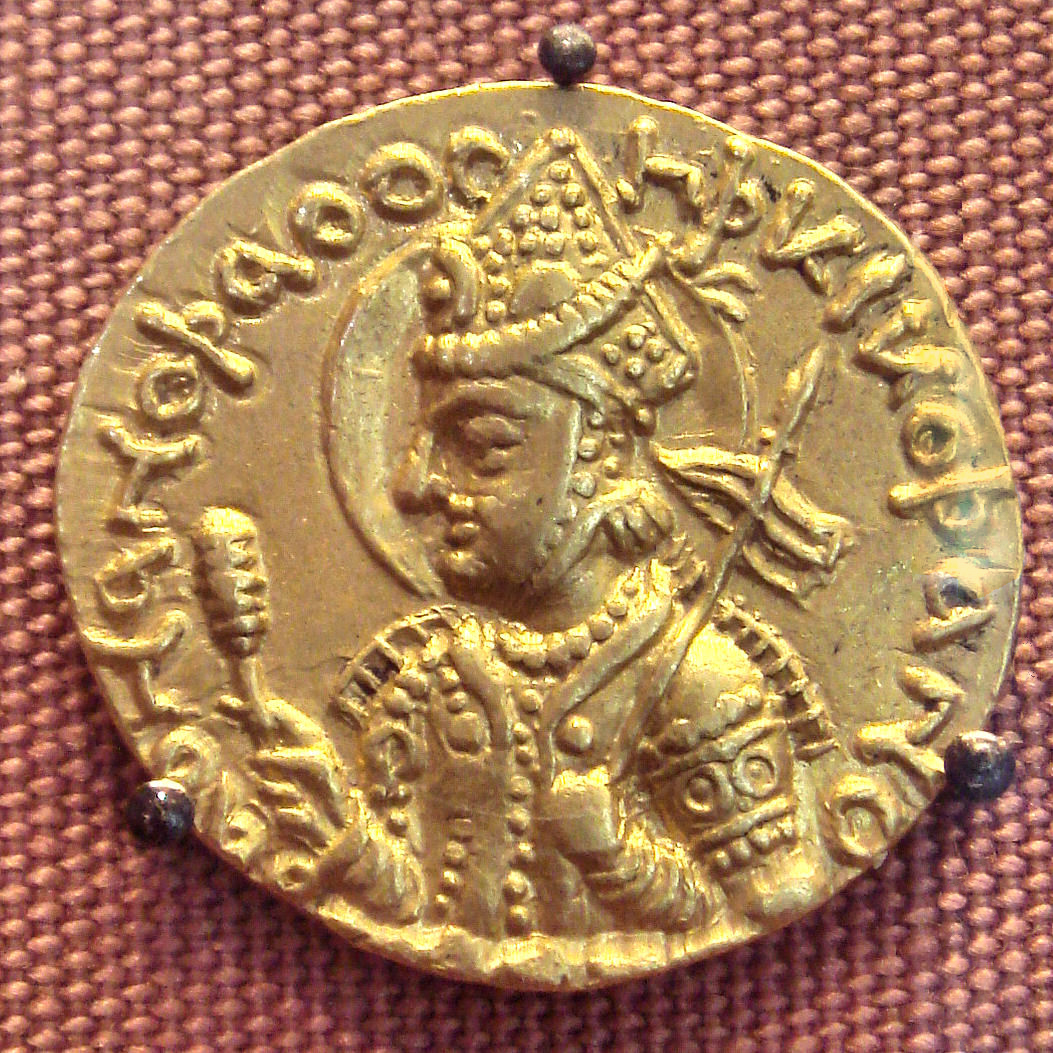
Хувишка I 155—187 Царь (Великий император) Кушанского царства
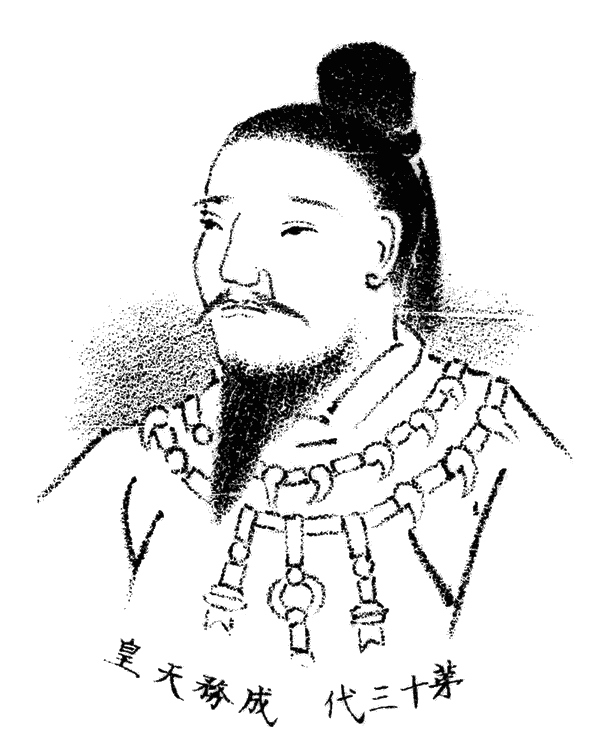
Сэйму 131—191 Император Японии